# Federico Musolesi
Federico Musolesi (Bolonia, 17 de octubre de 1998) es un deportista italiano que compite en tiro con arco, en la modalidad de arco recurvo.
En los Juegos Europeos de Cracovia 2023 consiguió una medalla de oro en la prueba por equipo.
Ganó dos medallas en el Campeonato Europeo de Tiro con Arco al Aire Libre, en los años 2022 y 2024, y una medalla de bronce en el Campeonato Europeo de Tiro con Arco en Sala de 2022.

## Palmarés internacional
| Juegos Europeos                  | Juegos Europeos    | Juegos Europeos   | Juegos Europeos |
| Año                              | Lugar              | Medalla           | Prueba          |
| -------------------------------- | ------------------ | ----------------- | --------------- |
| 2023                             | Cracovia (Polonia) | Medalla de oro    | Equipo          |
| Campeonato Europeo al Aire Libre |                    |                   |                 |
| Año                              | Lugar              | Medalla           | Prueba          |
| 2022                             | Múnich (Alemania)  | Medalla de oro    | Equipo          |
| 2024                             | Essen (Alemania)   | Medalla de plata  | Equipo          |
| Campeonato Europeo en Sala       |                    |                   |                 |
| Año                              | Lugar              | Medalla           | Prueba          |
| 2022                             | Laško (Eslovenia)  | Medalla de bronce | Equipo          |